# Trinado bilabial surdo
O trinado bilabial surdo é um tipo de som consonantal, usado em algumas línguas faladas. O símbolo no Alfabeto Fonético Internacional que representa este som é ⟨ʙ̥⟩.
Esse som é tipologicamente extremamente raro. Ocorre em línguas como Pará Arára e Sercquiais.
Apenas alguns idiomas contrastam fonemicamente com trinados bilabiais sonoros e mudos - por exemplo, Mangbetu do Congo e Ninde de Vanuatu.
Há também um africado alveolar sem voz muito raro bilabialmente vibrado, [t̪͡ʙ̥] (escrito ⟨t⟨ em Everett & Kern) relatado do Pirahã e de algumas palavras nas línguas chapacurenses Wari ’e Oro Win. O som também aparece como um alofone do stop alveolar sem voz labializado / tʷ / de Abkhaz e Ubykh, mas nessas línguas é mais frequentemente percebido por um stop duplamente articulado [t͡p]. Nas línguas Chapacuran, [tʙ̥] é relatado quase exclusivamente antes de vogais arredondadas, como [o] e [y].

## Características
- Sua forma de articulação é o trinado, o que significa que é produzida pelo direcionamento do ar sobre um articulador para que vibre.[1]
- Seu local de articulação é bilabial, o que significa que está articulado com os dois lábios.[1]
- Sua fonação é surda, o que significa que é produzida sem vibrações das cordas vocais.[1]
- Em alguns idiomas, as cordas vocais estão ativamente separadas, por isso é sempre sem voz; em outras, as cordas são frouxas, de modo que pode assumir a abertura de sons adjacentes.[1]
- É uma consoante oral, o que significa que o ar só pode escapar pela boca.[1]
- Como o som não é produzido com fluxo de ar sobre a língua, a dicotomia central-lateral não se aplica.[1]
- O mecanismo da corrente de ar é pulmonar, o que significa que é articulado empurrando o ar apenas com os pulmões e o diafragma, como na maioria dos sons.[1]

## Ocorrência
| Língua     | Língua     | Palavra            | AFI         | Signficado                          | Notas            |
| ---------- | ---------- | ------------------ | ----------- | ----------------------------------- | ---------------- |
| Pará Arára | Pará Arára | [ʙ̥utakeni]         | [ʙ̥utakeni]  | Terreno cultivado pequeno e redondo |                  |
| Kom        | Kom        | bɨmɨ               | [ʙ̥ɨmɨ]      | Crer                                |                  |
| Neverver   | Neverver   | [naɣaᵐʙ̥]           | [naɣaᵐʙ̥]    | 'fire, firewood'                    |                  |
| Pará Arára | Pará Arára | [ʙ̥uta]             | [ʙ̥uta]      | Jogar fora                          |                  |
| Sercquiais | Sercquiais | fritt              | [ʙ̥rɪt]      | Colheita                            |                  |
| Ubykh      | Ubykh      | тваҳəбза/tuaqhəbza | [t͡ʙ̥aχəbza   | Ubykh (língua                       | Alofone de /tʷ/. |
| Wari’      | Wari’      | tpotpowe           | [t͡ʙ̥ot͡ʙ̥oweʔ] | Galinha                             |                  |